# Château de Berles-Monchel
Le château de Berles-Monchel est un château situé sur la commune de Berles-Monchel dans le Pas-de-Calais en région Hauts-de-France.

## Histoire
Le château de Berles-Monchel est construit par la famille Lallart sur un terrain acquis en 1704. Un premier ensemble, édifié vers 1730, comprend une petite maison forte et une ferme. Vendu comme bien national au cours de la Révolution, le domaine est racheté par Josèphe Albertine Lallart au début du XIXe siècle. Puis sa fille, Marie-Charlotte Lallart, fait agrandir le château dans les années qui suivent, en prolongeant l'habitation pour l'adosser à la ferme. En 1852, l’ensemble est vendu à Abel Tournois de Bonnevalet. Aujourd'hui encore, le domaine est la propriété de ses descendants.
Initialement orné d'un jardin à la française, le château est entouré d’un parc à l’anglaise de deux hectares aménagé à partir d'un plan de 1823.
Le château, sa ferme et le parc ont été inscrits au titre des monuments historiques par arrêté du 2 mai 2016.